# HD 63433 d
HD 63433 d（TOI-1726 d）とは、太陽系からふたご座の方向に73光年離れた場所に存在する太陽に似た恒星 HD 63433の周囲を公転している太陽系外惑星である。HD 63433 dはHD 63433の周囲で発見された3番目の惑星であり、他の2つは2020年に発見されていたHD 63433 bとHD 63433 cである。HD 63433 dの半径は約1.1R🜨であると測定され、大きさは地球とほぼ同じである。HD 63433の周囲を公転する惑星の中で最も内側を公転している惑星であり、主星から0.0503天文単位 (7,520,000 km) 離れている。公転周期は約4日である。恒星に近いため、HD 63433 dの表面は灼熱になっており、昼側の温度は1,260 °C (2,300 °F) と推定されている。主星に近いこともあり、自転と公転の同期が発生している。

## 発見
HD 63433 dは、TESSによるトランジット法を用いて得られた観測データを分析した後、Benjamin CapristaintとMelinda Soares-Furtadoが率いるチームによって発見された。チームは観測データを取得し、他の惑星によるトランジット信号を削除した結果、4.2日ごとにトランジットを起こす未知のトランジット信号を発見した。その後のフォローアップ観測により、このトランジット信号は恒星HD 63433の周囲を公転する3個目の惑星に起因するものであることが確認された。この発見は、2023年1月10日にアストロフィジカルジャーナルで発表された。
HD 63433 dの発見は、TESS Hunt for Young and Maturing Exoplanets（THYME）と呼ばれるプロジェクトの一環であり、運動星団、アソシエーション、散開星団に属している恒星の周囲を公転している年齢が若いトランジットを起こす太陽系外惑星を発見することを目指している。

## 物理的性質
| 地球 | HD 63433 d |
| ---- | ---------- |
| 地球 | Exoplanet  |

HD 63433 dの半径は1.073R🜨（~6,845 km）で、地球とほぼ同じ大きさを持っているが、質量は不明である。HD 63433 dはHD 63433系の中で最も内側の惑星で、主星から0.0503天文単位 (7,520,000 km) 離れた距離で公転し、4日と5時間ごとに公転軌道を一周する。HD 63433 dは主星に近い軌道を持っているため温度は灼熱の状態になっており、昼側の温度は1,260 °C (2,300 °F) と推定されている。これはケプラー10bやCoRoT-7bなどの他の溶岩惑星と同様に、表面の鉱物をすべて溶かしてしまう温度である。さらに、HD 63433 dは潮汐力によって固定されている。そのため、惑星の片側は常に恒星に面し、もう片側は常に恒星とは反対の方向を向いており、おそらく大気がほとんどない状態であると考えられる。常に恒星に面している昼側は完全に溶けた溶岩で覆われており、火山活動がある可能性がある。一方夜側は、惑星の組成によっては凍った窒素の氷河が存在し、冥王星と同じくらい温度が低く、寒くなっている可能性がある。年齢は4億1,400万年と推定されており、年齢が5億年未満の既知の太陽系外惑星の中では最も小さく、地球サイズの惑星としては最も若い。
HD 63433はサイズが小さく、年齢が若く、太陽系に近い距離にあることから、さらなる観測を実施するにあたって興味深い惑星系となっている。HD 63433 dの発見チームによると、HD 63433 dと他の若い地球型惑星は、惑星の形成と進化に関する現在の理論を制約するための重要な実験台である。HD 63433 dの研究により、地球サイズの惑星の形成と進化に関する貴重な情報が得られる可能性がある。